# Постоленко, Александр Николаевич
Александр Николаевич Постоленко (укр. Олександр Миколайович Постоленко; род. 12 июня 1960, Кировоградская область, Украинская ССР, СССР) — советский и украинский комик, актёр, участник комик-труппы «Маски».

## Биография
Родился 12 июня 1960 года в Кировоградской области. В детстве с родителями переехал в Одессу. Окончил архитектурный факультет Одесского строительного института.
В кинематографе дебютировал в ленте режиссера Бориса Небиеридзе «Дискжокей», снятом в 1987 году на киевской Киностудии имени Довженко.

С 1992 по 2006 года снимался в комедийном сериале «Маски-шоу». Сейчас Александр Постоленко — актер Театра «Дом клоунов» в Одессе.

## Творчество

### Маски
С 1984 года, момента основания одесской комик-труппы «Маски», является ее участником, наряду с другими старожилами Георгием Делиевым и Борисом Барским. Совместно с Георгием Делиевым выступал в сценке «Вокальный дуэт („Мана-мана“)». 
Александр Постоленко («Пистон») в «Масках» — сквозной образ подозрительного, настороженного старичка, который пристально следит, чтобы кому-нибудь рядом не стало лучше, чем всем прочим, и за свою подозрительность и настороженность попадает в разные нелепые ситуации. Среди образов актёра в «Масках» — алкоголик, ортодоксальный еврей, Пьеро, гестаповец и другие. В художественном фильме 1991 года Семь дней с русской красавицей — образ еврейского ортодокса (Перец) был развит до полноценной второстепенной роли.

### Кино
В 2006 году А. Постоленко вышел из своего обычного комического амплуа, снявшись в главной роли в драме «Блудный сын, блудная мать» о кризисе среднего возраста (Режиссер — Алексей Столяров).

### Театр клоунов
Руководитель Маски-шоу Г. Делиев в поздних интервью упоминал, что для нынешнего телевидения их программа является «неформатом». Костяк прежнего состава занят в одесском театре «Дом клоунов». В спектаклях на классические сюжеты в обработке Б. Барского, например Дон-Жуан, занят и А. Постоленко. В «Отелло» он играет Родриго, а в «Ромео и Джульетте» — Бенволио.

### Фотография
Занимается постановочной художественной фотографией.

## Личная жизнь
Во время работы в «Масках-шоу» Александр Постоленко познакомился со своей будущей женой актрисой Натальей Бузько. Дети: дочь Аня (7.08.1986), сын Антон (24.07.1999). В 2008 родилась внучка Ясна. В настоящее время брак Постоленко и Бузько распался. Сегодня бывшие супруги живут на одной лестничной площадке и выступают на сцене одного и того же театра «Дом клоунов».

## Фильмография

### Актёр
- 1987 — Дискжокей — эпизодическая роль
- 1989 — Астенический синдром — эпизодическая роль
- 1991 — Семь дней с русской красавицей — Перец
- 1992 — 2006 — Маски-шоу — Пистон
- 1994 — Мсье Робина — Леонид Утёсов
- 2006 — Моя жена больна шизофренией
- 2006 — Два в одном — эпизодическая роль
- 2007 — Блудный сын, блудная мать — главная роль
- 2012 — Чай с бергамотом — тамада
- 2014 — Пляж — Воронько
- 2014 — Сын за отца — Борис Михайлович, врач-гинеколог
- 2019 — Одесский подкидыш